# Lanvallay

Lanvallay este o comună în departamentul  Côtes-d'Armor, Franța. În 1 ianuarie 2022 avea o populație de 4.235 de locuitori.